# Chủ nghĩa hiện thực (quan hệ quốc tế)

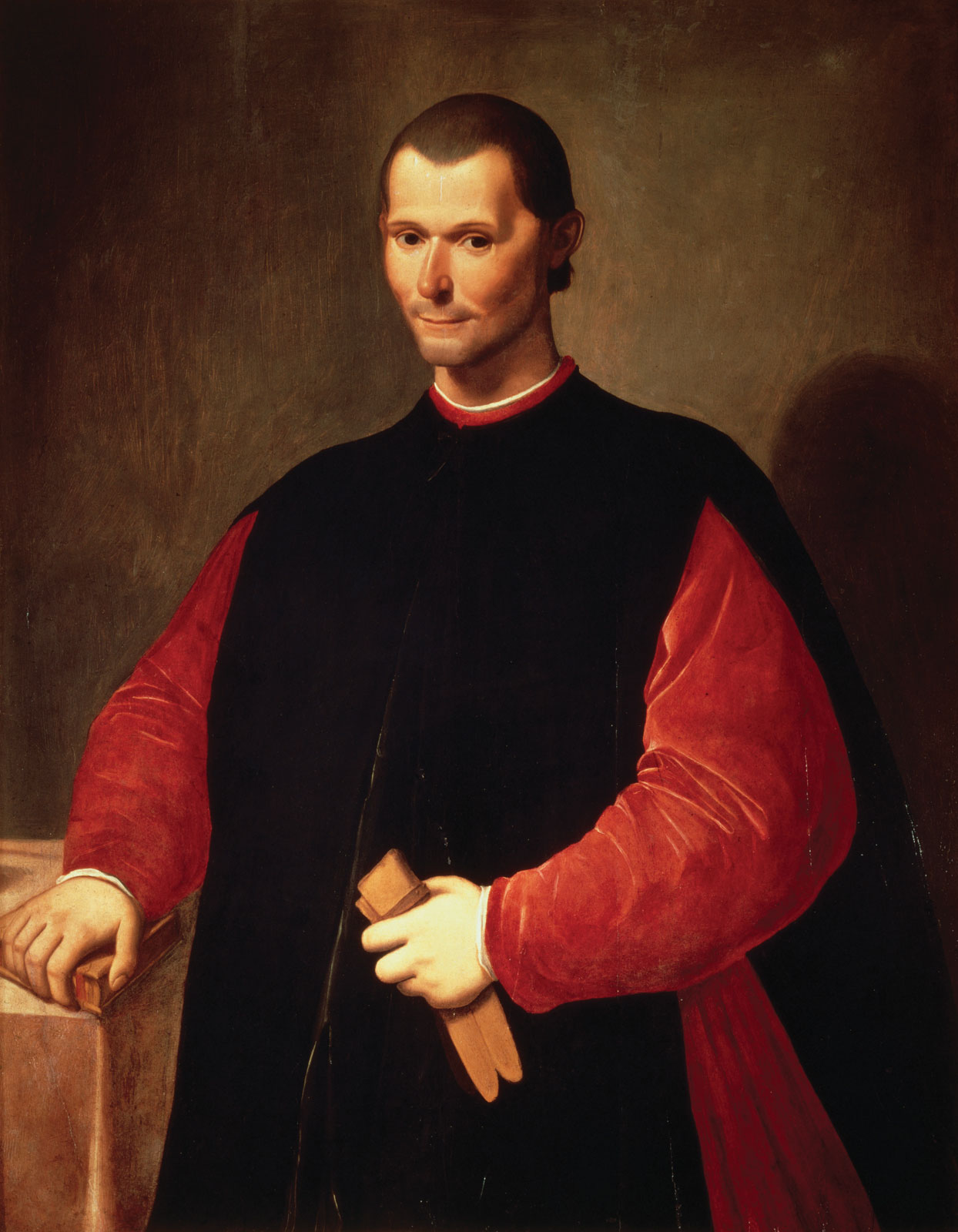
Tác phẩm Quân Vương (sách) của Niccolò Machiavelli là một tiền đề cho những tư tưởng chính trị hiện thực.

Chủ nghĩa hiện thực (tiếng Anh: realism) là một trường phái lý thuyết trong ngành khoa học chính trị quan hệ quốc tế, bên cạnh chủ nghĩa tự do, mà nghiên cứu về sự phân chia quyền lực trong hệ thống quốc tế. Chủ nghĩa hiện thực theo mô tả của Jonathan Haslam, giáo sư về lịch sử của quan hệ quốc tế tại đại học Cambridge, "bao gồm một chuỗi ý tưởng" xoay quanh những vấn đề chủ yếu như "tình trạng vô chính phủ", hệ thống chính trị (chủ nghĩa dân tộc, cộng sản, phát xít...), tính ích kỷ và quyền lực chính trị. Các lý thuyết chính trị của chủ nghĩa hiện thực bắt nguồn từ các tác phẩm của Thomas Hobbes và Niccolò Machiavelli, tuy nhiên nó chỉ được giới học giả đặc biệt quan tâm sau hai cuộc chiến tranh thế giới diễn ra cách nhau chưa đến 25 năm trong nửa đầu thế kỷ 20.

## Các giả định chủ yếu
Lý thuyết chủ nghĩa hiện thực xoay quanh những giả định chính sau:
1. Hệ thống quốc tế là vô chính phủ, vô tổ chức.
  - Không có thiết chế siêu chính phủ nào trên các quốc gia quy định các hoạt động giữa các nước. Các quốc gia tự thỏa thuận mối quan hệ giữa họ với nhau.
  - Hệ thống quốc tế tồn tại trong tình trạng luôn đối kháng, cạnh tranh lẫn nhau.
2. Các quốc gia (dân tộc có chủ quyền) là chủ thể chính.
3. Tất cả các nước trong hệ thống đều là các chủ thể đơn nhất, dựa trên lý trí.
  - Các quốc gia có khuynh hướng theo đuổi lợi ích riêng.
  - Các nhóm cố gắng giành được càng nhiều quyền lực càng tốt.
4. Quan tâm hàng đầu của tất cả các quốc gia là sự tồn tại. 
  - Các quốc gia gầy dựng quân đội để mà tồn tại, mà có thể dẫn tới các xung đột vũ trang.

Tóm lại, các lý thuyết gia chủ nghĩa hiện thực, như Thomas Hobbes, cho là con người bản tính không nhân từ, cho mình là trung tâm vũ trụ và có khuynh hướng cạnh tranh với nhau, nên dễ gây xung đột ngoại trừ có những điều kiện mà buộc họ phải làm việc chung với nhau. Con người cũng được cho là có khuynh hướng vô tổ chức, nghĩ tới lợi ích riêng, tự lực và thường bị thúc đẩy dành thêm quyền lực. Cái nhìn này trái ngược với chủ nghĩa tự do trong quan hệ quốc tế.
Các quốc gia luôn tìm cách nâng cao quyền lực nhằm tự đảm bảo an ninh và sự tồn tại của mình trong hệ thống vô chính phủ thông qua việc cố gắng giành được càng nhiều quyền lực càng tốt. Điều này dẫn tới việc các quốc gia luôn ở trong thế cạnh tranh và đối đầu lẫn nhau.
Trong chủ nghĩa hiện thực, quốc gia là chủ quyền quan trọng nhất. Nó đơn nhất và tự trị, quyền lực của một nước thường được hiểu là khả năng về quân sự. 
Một khái niệm quan trọng trong chủ nghĩa hiện thực là sự phân chia quốc tế về quyền lực gọi là sự phân cực hệ thống. Phân cực ở đây nói tới các khối các quốc gia mà áp dụng quyền lực trong một hệ thống quốc tế. Một hệ thống nhiều cực bao gồm 3 hay nhiều khối, 2 cực là 2 khối, và một cực là một quyền lực duy nhất nổi bật.
Khi chỉ có một cực, chủ nghĩa hiện thực tiên đoán là các quốc gia khác sẽ hợp lại với nhau để đối kháng lại với quốc gia bá quyền (hegemon) để lấy lại quân bình về quyền lực.
Các quốc gia quyết định một cách duy lý bằng những tiếp nhận và đối phó với những thông tin đầy đủ và chính xác. Các nước đều có chủ quyền và làm theo lợi ích quốc gia bằng quyền lực. Bởi vì hệ thống quốc tế là vô tổ chức, không có một thẩm quyền quốc tế nào, các quốc gia tự phải lo lấy cho an ninh của mình.
Các lý thuyết gia chủ nghĩa hiện thực tin tưởng các quốc gia chủ quyền là các nhân vật chính trong hê thống quốc tế, đáng để ý đặc biệt là các cường quốc bởi vì họ có ảnh hưởng nhiều nhất trên sân trường quốc tế. Các tổ chức quốc tế, các tổ chức phi chính phủ, các công ty đa quốc gia, cá nhân hay các nước lệ thuộc được cho là không có ảnh hưởng đáng kể. Các quốc gia theo bản năng thì hung hăng (chủ nghĩa hiện thực tấn công) và thường bị ám ảnh bởi vấn đề an ninh (chủ nghĩa hiện thực phòng thủ), và việc bành trướng lãnh thổ chỉ bị ghìm lại bởi các quyền lực đối kháng. Việc tích tụ hung hăng này dẫn tới một tình trạng an ninh khó xử, vì việc gia tăng an ninh có thể mang lại nhiều bất ổn, vì thế lực đối lập sẽ tích lũy vũ khí để đối đáp, dẫn tới một cuộc chạy đua vũ khí.
Các lý thuyết gia chủ nghĩa hiện thực tin tưởng là không có nguyên tắc chung nào mà các quốc gia có thể dùng để hướng dẫn các hoạt động của họ. Cho nên, một nước luôn phải để ý tới hành động của các nước khác chung quanh nó, và phải sử dụng những biện pháp thực dụng để giải quyết vấn đề khi nó hiện ra.

## Lịch sử và các nhánh

### Nhân vật lịch sử
Trong khi chủ nghĩa hiện thực như là một môn học chính thức trong ngành quan hệ quốc tế chỉ có từ thời thế chiến thứ Hai, những giả định căn bản đã được diễn tả trong các tác phẩm trước đó:
- Thucydides, một sử gia cổ Hy Lạp mà viết cuốn Lịch sử của Chiến tranh Peloponnesus và cũng được xem là ông tổ của chính trị hiện thực.
- Chanakya (hay Kautilya) một nguyên thủ Ấn Độ, và là tác giả cuốn Arthashastra ("Luận về bổn phận" mà một số tác giả nước ngoài thường dịch là "Khoa học chính trị").
- Ibn Khaldun, một sử gia hồi giáo Ả rập, và là một trong những người đã sáng lập phương pháp nghiên cứu lịch sử tân tiến, và cũng là tác giả cuốn Muqaddimah (hay Prolegomenon ở phương Tây), là quyển sách đầu tiên của ông về lịch sử toàn cầu.
- Hàn Phi, học giả Trung Quốc mà đã đưa ra thuyết Pháp gia đối nghịch lại với tư tưởng của Nho giáo (vốn cho rằng để quản lý xã hội thì dùng Nhân trị và Đức trị). Ông cũng tổng hợp tư tưởng của các pháp gia trước ông, các nhà nghị luận thời Chiến Quốc, mà viết bộ sách Hàn Phi Tử. Theo cuốn sách này sở dĩ có nước này mạnh, nước kia yếu, thời kỳ này cường thịnh, thời kỳ kia suy đồi là bởi một lý do rất đơn giản: khả năng dùng người.
- Niccolò Machiavelli, một triết gia chính trị Ý, mà đã viết cuốn Quân Vương (sách), theo đó ông cho là mục đích chính của một ông hoàng là theo đuổi quyền lực, bất chấp những quan tâm về tôn giáo hay đạo đức.
- Hồng y Richelieu, chính trị gia Pháp mà đã phá vỡ những tư tưởng bè phái quốc nội, và dẫn nước Pháp tới một vị trí ưu thế trên trường quốc tế.
- Thomas Hobbes, một triết gia Anh mà đã viết cuốn Leviathan (sách) thiết lập nền tảng cho nền triết học chính trị phương Tây theo quan điểm lý thuyết về khế ước xã hội.
- Friedrich II của Phổ, Hoàng đế Phổ mà đã chuyển biến Phổ thành một cường quốc châu Âu qua chiến tranh và ngoại giao.
- Charles Maurice de Talleyrand-Périgord, nhà ngoại giao Pháp mà hướng dẫn Pháp và Âu Châu qua một số hệ thống chính trị khác nhau.
- Klemens Wenzel von Metternich, nhà ngoại giao Áo đối đầu với cách mạng chính trị.
- Carl von Clausewitz, tướng Phổ và đồng thời lý thuyết gia về quân sự, tác giả cuốn Bàn về chiến tranh (Vom Kriege), lý luận quân sự về chiến tranh và chiến lược quân sự.
- Camillo Benso, Bá tước xứ Cavour, chính khách Ý mà đã dùng ngoại giao đưa Vương quốc Sardinia trở thành một cường quốc ở Âu Châu, kiểm soát một nước Ý hầu như thống nhất mà lớn gấp 5 lần Vương quốc Sardinia trước khi ông ta nắm quyền.
- Otto von Bismarck, chính khách mà tạo ra từ quân bình quyền lực. Quân bình quyền lực có nghĩa là giữ hòa bình và áp dụng chính trị hiện thực cẩn thận để tránh chạy đua vũ khí.
- Những người đề xướng chủ nghĩa hiện thực trong thế kỷ 20 bao gồm Hans Morgenthau, đối thủ của ông trong chiến tranh Việt Nam Henry Kissinger, cố vấn an ninh quốc gia và bộ trưởng ngoại giao của tổng thống Richard Nixon, tướng và tổng thống Pháp Charles de Gaulle, và lãnh tụ Liên Xô Joseph Stalin.

### Chủ nghĩa hiện thực cổ điển
Chủ nghĩa hiện thực cổ điển cho rằng chính bản chất ích kỷ, ham muốn quyền lực và ý muốn thống trị của con người đã khiến các quốc gia và các cá nhân đặt lợi ích lên trên các ý thức hệ. Nói cách khác, chủ nghĩa hiện thực cổ điển nhấn mạnh cấp độ phân tích cá nhân trong chính trị quốc tế.
Chủ nghĩa hiện thực cổ điển đã trở thành một ngành nghiên cứu nghiêm túc ở Hoa Kỳ trong thời kỳ thế chiến thứ Hai và sau đó. Việc phát triển này một phần được khích động bởi các người di cư vì chiến tranh Âu Châu như Hans Morgenthau.
- George F. Kennan – chính sách ngăn chận
- Nicholas Spykman – Chiến lược địa lý, chính sách ngăn chận
- Herman Kahn – chiến lược nguyên tử
- E. H. Carr

### Chủ nghĩa hiện thực tự do
Chủ nghĩa hiện thực tự do hay trường phái Anh quan hệ quốc tế cho là hệ thống quốc tế, trong khi có cấu trúc vô tổ chức, hình thành một "xã hội các quốc gia", nơi mà các quy tắc tiêu chuẩn và lợi ích cho phép nó được một trật tự và ổn định hơn là cái nhìn của chủ nghĩa hiện thực nghiêm ngặt. Cuốn sách kinh điển The Anarchical Society 1977 của tác giả trường phái Anh lỗi lạc Hedley Bull, là một tiêu biểu cho quan điểm này.
Các nhà chủ nghĩa hiện thực tự do:
- Hedley Bull – cho là cả sự tồn tại của một xã hội các quốc gia quốc tế và sự kiên trì của nó ngay cả trong giai đoạn biến động lớn lao như chiến tranh khu vực hay thế giới.
- Martin Wight
- Barry Buzan

### Chủ nghĩa tân hiện thực
Chủ nghĩa tân hiện thực phát xuất từ chủ nghĩa hiện thực cổ điển nhưng thay vì nhấn mạnh bản tính tự nhiên của con người, chủ nghĩa tân hiện thực tập trung chủ yếu vào cấu trúc vô tổ chức của hệ thống quốc tế. Trong khi các quốc gia vẫn là chủ thể chính, người ta quan tâm tới nhiều hơn các áp lực từ trên và dưới các quốc gia. Các nhà tân hiện thực cho rằng trong một hệ thống vô chính phủ, sự phân bổ quyền lực tương đối giữa các quốc gia trong hệ thống chính là yếu tố then chốt đối với an ninh của mỗi quốc gia. Vì thế các quốc gia tìm cách nâng cao quyền lực, vì càng có nhiều quyền lực thì vị trí của nước đó trong hệ thống thế giới càng cao và an ninh của quốc gia đó càng được đảm bảo.
Trong khi Chủ nghĩa tân hiện thực cùng tập trung vào hệ thống quốc tế như trường phái Anh, Chủ nghĩa tân hiện thực khác biệt trong việc nhấn mạnh về tình trạng luôn xung đột. Để bảo đảm nền an ninh quốc gia, các nước phải chuẩn bị thường xuyên đối phó với các xung đột bằng cách phát triển kinh tế và quân sự.

#### Phái "hiện thực phòng thủ"
Trong chủ nghĩa tân hiện thực, câu hỏi về giới hạn mục tiêu theo đuổi quyền lực được trả lời khác nhau. Phái "hiện thực phòng thủ" (defensive realism) lập luận rằng các quốc gia dù theo đuổi quyền lực nhưng chỉ ở mức độ tối thiểu, nhằm đảm bảo nhu cầu tồn tại. Nói cách khác, quyền lực chỉ là phương tiện, chứ không phải là mục đích cuối cùng của các quốc gia. Hơn nữa, việc có quá nhiều quyền lực sẽ gây ra phản ứng phụ là việc các quốc gia đối thủ sẽ nỗ lực cân bằng quyền lực thông qua chạy đua vũ trang hay thiết lập hoặc gia nhập các liên minh quân sự đối địch, khiến cho an ninh của quốc gia có quyền lực gia tăng quá nhiều cũng bị đe dọa.

#### Phái "hiện thực tấn công"
Trong khi đó, phái "hiện thực tấn công" (offensive realism) cho rằng quyền lực không có giới hạn và các quốc gia cần đạt được càng nhiều quyền lực càng tốt nhằm đảm bảo an ninh và chiếm thế áp đảo so với các quốc gia khác trong hệ thống. John Mearsheimer là đại diện nổi tiếng nhất của trường phái này. Theo Mearsheimer, quốc gia chỉ có thể đảm bảo an ninh và lợi ích một cách hiệu quả nhất nếu trở thành nước mạnh nhất trong hệ thống quốc tế hay khu vực. Ông sử dụng khái niệm "bá quyền khu vực" để diễn tả lập luận này. Theo cách nhìn trên, thì với sức mạnh đang lên, không một quốc gia náo chấp nhận làm một cường quốc nguyên trạng (status quo power) mà sẽ cố gắng thay đổi trật tự quốc tế hiện hữu để trở thành bá quyền trong khu vực. Quan điểm này khiến Mearsheimer thành một lý thuyết gia đại diện cho trường phái bi quan về sự trỗi dậy của các cường quốc, đặc biệt là với trường hợp sự trỗi dậy của Trung Quốc.
Các nhà theo chủ nghĩa tân hiện thực nổi bật:
- Robert J. Art – chủ nghĩa tân hiện thực
- Robert Jervis – chủ nghĩa hiện thực phòng thủ
- Kenneth Waltz – chủ nghĩa hiện thực cấu trúc
- Stephen Walt – chủ nghĩa hiện thực phòng thủ
- John Mearsheimer – chủ nghĩa hiện thực tấn công
- Robert Gilpin – Lý thuyết bá quyền